# Solanum aculeastrum
Solanum aculeastrum es un arbusto o pequeño árbol de la familia Solanaceae. 

## Distribución y hábitat
Es nativo de África del Sur y África tropical. Crece en una gran variedad de terrenos y climas. 

## Características
Tiene muchas ramas y alcanza desde 1 a 5 metros de altura. Presenta numerosas y agudas espinas marrones. Las hojas son ovales de hasta 15 cm de largo y 13 de ancho, con los bordes lobulados y la  superficie inferior suave. Los frutos son bayas lisas de 6 cm de diámetro que van del color verde al amarillo cuando maduran. Estas bayas contienen saponinas, alcaloides venenosos. La especie toma su nombre de las numerosas espinas que posee.

## Propiedades
- Por su crecimiento denso y espinoso se utiliza como seto o cerco para el ganado.
- Por su contenido en saponinas se usa para sustituir al jabón.
- Los zulúes la usan como planta medicinal para tratar una amplia variedad de afecciones, tales como dolor de muelas, tiña o cáncer.[cita requerida]

## Taxonomía
Solanum aculeastrum fue descrita por Michel Félix Dunal y publicado en Prodromus Systematis Naturalis Regni Vegetabilis 13(1): 366. 1852.
Etimología
Ver: Solanum
aculeastrum: epíteto latino 
Variedades aceptadas
- Solanum aculeastrum var. albifolium (C.H. Wright) Bitter
- Solanum aculeastrum var. conraui (Dammer) Bitter

Sinonimia
- Solanum conraui Dammer
- Solanum dregei C.Presl
- Solanum horridissimum (Hort.) Paris ex Sendtn. (nomen nudum)
- Solanum albifolium C.H.Wright
- Solanum saponaceum Welw. (non Dunal: preoccupied)
- Solanum sepiaceum Dammer
- Solanum subhastatum De Wild.
- Solanum rugulosum De Wild]
- Solanum protodasypogon Bitter
- Solanum aculeastrum var. albifolium C.H.Wright
- Solanum aculeastrum var. exarmatum Bitter
- Solanum aculeastrum var. parceaculeastrum Bitter
- Solanum aculeastrum var. conraui (Dammer) Bitter
- Solanum aculeastrum ssp. pachychlamys Bitter
- Solanum aculeastrum ssp. sepiaceum (Dammer)
- Solanum thomsonii C.H.Wright